# Sav
För andra betydelser, se Sav (olika betydelser).

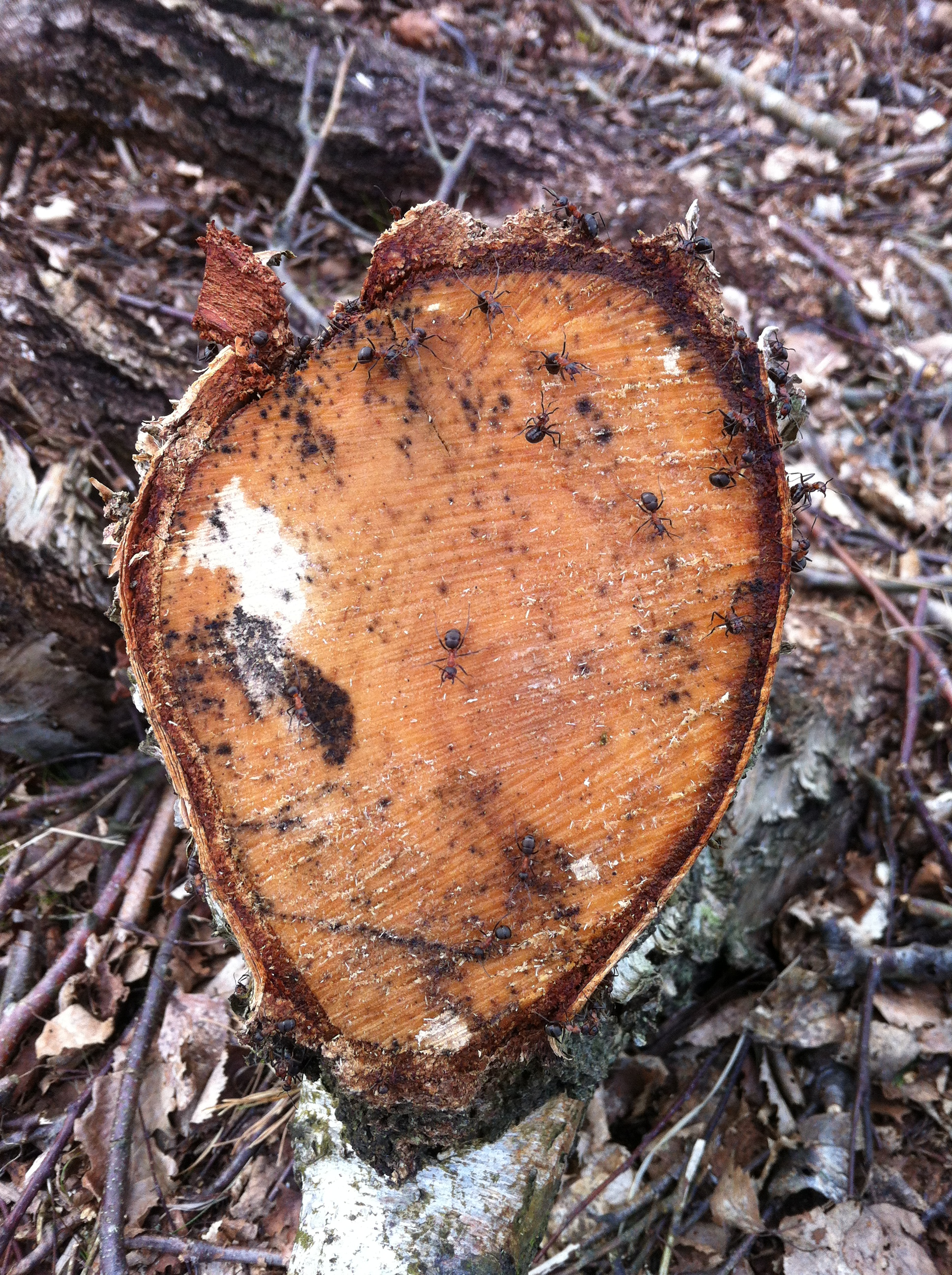
Röda skogsmyror äter sav från en stubbe på Styrsö.

Sav är näringsvätska som finns i träd. Vätskan tränger fram ur trädets ledningsvävnad när trädet skadas. Ordet används inte inom botaniken, eftersom man där skiljer mellan vätskeströmmarna i xylemet respektive floemet.

## Innehåll
Sav innehåller främst vatten och olika sockerarter. Vissa mineraler och eventuellt antioxidanta ämnen kan förekomma. Björksav anses till exempel vara god och nyttig att dricka. Av saven från trädet lönn beredes lönnsirap.
Sav förekommer i träden under vår och höst. Därför strävar man efter att timmerhus ska tillverkas av vinterfällda träd, då det är minst mängd sav i träet och det blir mer kompakt (än om fyllt av sav).Under sommaren finns och till viss del produceras ny sav i trädets blad/löv. Kort innan lövfällningen på hösten drar trädet ner värdefulla mineraler,t.ex nitrat som behövs för kommande vårs klorofyllproduktion,samt sockerarter som behövs för att ge knopparna nödvändigt energitillskott på våren,ner till rotsystemet. 